# Reverendo Gary Davis
Reverendo Gary Davis, noto anche con lo pseudonimo di Blind Gary Davis (Carolina del Sud, 30 aprile 1896 – Hammonton, 5 maggio 1972), è stato un compositore, cantante e chitarrista statunitense.
Il reverendo Gary Davis era un pastore della chiesa battista. Lo stile originale con cui utilizzò la tecnica del fingerpicking influenzò diversi musicisti, tra cui Bob Dylan, Jackson Browne, Peter, Paul & Mary e i Grateful Dead, mentre suoi allievi furono Stefan Grossman, David Bromberg, Dave Van Ronk, Jerry Garcia, Taj Mahal, Jorma Kaukonen, Ry Cooder, Roy Book Binder, Woody Mann, Nick Katzman, Tom Winslow, Ernie Hawkins, Larry Johnson e Bob Weir.

## Biografia
Nato a Laurens (Carolina del Sud), unico sopravvissuto fino all'età adulta degli otto figli nati da sua madre. È diventato cieco da bambino. Ricordava di essere stato mal curato da sua madre e che suo padre lo aveva affidato alla nonna paterna. Davis riferì che quando aveva 10 anni suo padre fu ucciso a Birmingham, Alabama.
Ha cantato per la prima volta nella chiesa battista di Gray Court nella Carolina del Sud.
Ha poi iniziato a suonare la chitarra con un particolare stile prodotto esclusivamente con il pollice e l'indice, suonando gospel, ragtime e melodie blues tradizionali e originali.
A metà degli anni 1920, Davis emigrò a Durham, North Carolina, all'epoca importante centro di cultura nera afroamericana. Lì ha insegnato a Blind Boy Fuller e ha collaborato con un certo numero di artisti della scena blues, tra cui Bull City Red.
Nel 1935 J. B. Long ha presentato Davis, Fuller e Red alla "American Record Company". Le successive sessioni di registrazione (disponibili nell'album Complete Early Recordings) segnarono il vero inizio della carriera di Davis.
Durante la sua permanenza a Durham si convertì al cristianesimo.
Nel 1933, Davis fu ordinato come pastore battista a Washington (Carolina del Nord).
Dopo la sua conversione e la sua ordinazione, Davis iniziò a preferire l'ispirazione della musica gospel.
Negli anni '40, la scena blues di Durham iniziò a declinare e Davis si trasferì a New York. 
Nel 1951 registrò una storia orale per la folclorista Elizabeth Lyttleton Harold (moglie di Alan Lomax) che trascrisse le loro conversazioni in un dattiloscritto lungo più di 300 pagine.
Il folk revival degli anni '60 ha rinvigorito la carriera di Davis. Si è esibito al Newport Folk Festival e il trio Peter, Paul and Mary ha registrato la sua versione di Samson and Delilah, nota anche come If I Had My Way, una canzone di Blind Willie Johnson che Davis aveva reso popolare.
Davis è morto di infarto nel maggio 1972 a  Hammonton, New Jersey. È sepolto nel lotto 68 presso il cimitero di Rockville a  Lynbrook, New York.